# Корнейан (Жер)
Корнейа́н (фр. Corneillan) — коммуна во Франции, находится в регионе Юг — Пиренеи. Департамент — Жер. Входит в состав кантона Рискль. Округ коммуны — Миранд.
Код INSEE коммуны — 32108.

## География

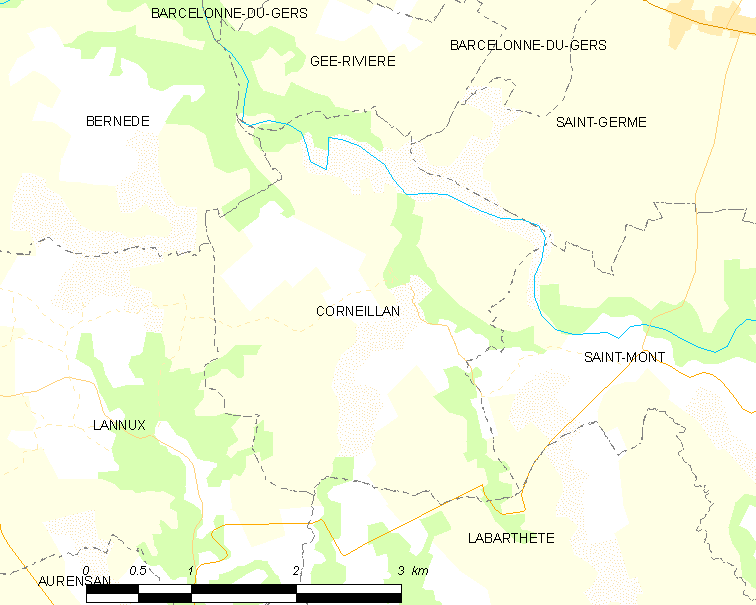
Карта коммуны

Коммуна расположена приблизительно в 610 км к югу от Парижа, в 135 км западнее Тулузы, в 65 км к западу от Оша.
По территории коммуны протекают реки Адур и Сен-Пот (фр. Saint-Pot)

## Климат
Климат умеренно-океанический. Лето жаркое и немного дождливое, температура часто превышает 35 °С. Зимой часто бывает отрицательная температура и ночные заморозки. Годовое количество осадков — 700—900 мм.

## Население
Население коммуны на 2010 год составляло 139 человек.
| 1962 | 1968 | 1975 | 1982 | 1990 | 1999 | 2010 |
| ---- | ---- | ---- | ---- | ---- | ---- | ---- |
| 153  | 140  | 121  | 114  | 115  | 147  | 139  |

## Администрация
| Период | Период | Фамилия         | Партия       | Примечания |
| ------ | ------ | --------------- | ------------ | ---------- |
| 2001   | 2008   | Паскаль Малом   |              |            |
| 2008   | 2014   | Оливье Тинарраж | беспартийный |            |
| 2014   | 2020   | Серж Лебрер     |              |            |

## Экономика
В 2010 году среди 75 человек трудоспособного возраста (15-64 лет) 54 были экономически активными, 21 — неактивными (показатель активности — 72,0 %, в 1999 году было 71,9 %). Из 54 активных жителей работали 53 человека (27 мужчин и 26 женщин), безработной была 1 женщина). Среди 21 неактивных 6 человек были учениками или студентами, 10 — пенсионерами, 5 были неактивными по другим причинам.

## Достопримечательности
- Церковь Нотр-Дам в романском стиле (XIII век)